# Trần Độc Tú
Trần Độc Tú (tiếng Hán giản thể: 陈独秀; phồn thể: 陳獨秀; bính âm: Chén Dúxiù; 08 tháng 10 năm 1879 – 27 tháng 5 năm 1942), tự Trọng Phủ (仲甫), gia phả danh Khánh Đồng (庆同), khoa cử danh Càn Sinh (乾生), lúc học ở Nhật lấy tên là Do Kỷ (由己), tên thường gọi ở An Huy là Tam Ái (三爱), là một nhà hoạt động chính trị Trung Quốc, quê ở An Huy. Ông từng du học ở Nhật Bản và sau này là Tổng Bí thư đầu tiên của Đảng Cộng sản Trung Quốc từ năm 1921 đến năm 1927, sau đó ông bị cách chức Tổng Bí thư và bị khai trừ vì được cho là theo đường lối cơ hội hữu khuynh, không trung thành với chủ nghĩa Marx-Lenin và Đệ tam quốc tế Cộng sản, theo chủ nghĩa Trotsky và Đệ tứ quốc tế của Trotsky, coi giai cấp công nhân là cao nhất, phủ nhận giai cấp nông dân trong công cuộc kháng chiến kiến quốc, phủ nhận chủ nghĩa dân tộc và nỗ lực đấu tranh kháng Nhật giành độc lập dân tộc, coi đấu tranh giải phóng giai cấp cao hơn vấn đề giải phóng dân tộc, xa rời thực tiễn Trung Quốc, coi giai cấp công nhân là hạt nhân đấu tranh cách mạng trong khi giai cấp này hầu như không tồn tại trong xã hội Trung Quốc lúc bấy giờ.
Ban đầu, Trần Độc Tú là một trong những người sáng lập Đảng Cộng sản Trung Quốc, có công du nhập và phát triển các học thuyết cộng sản Marxist-Leninist ở Trung Quốc, và là cấp trên đào tạo và hướng dẫn cho Mao Trạch Đông, song các quan điểm chính kiến của Trần Độc Tú càng về sau càng đối lập với Mao Trạch Đông và ngày càng xa rời thực tế xã hội Trung Quốc. Đảng Cộng sản đánh giá các quan điểm chính trị của Trần Độc Tú là các quan điểm sai lầm. Do đó Mao Trạch Đông ngày càng đạt được sự tín nhiệm trong Đảng, trong khi đó Trần Độc Tú thì bị cách chức và khai trừ.
Sau này trong thời gian Trần Độc Tú nương náu ở tô giới, Mao Trạch Đông thân hành đến nhà mời Trần Độc Tú trở lại Đảng với hai điều kiện, một là phải ra tuyên bố ủng hộ kháng chiến chống phát xít Nhật, hai là phải tuyên bố từ bỏ "tà thuyết Trotsky" và tuyệt giao với các nhóm Đệ tứ Quốc tế còn lại ở Trung Quốc và thế giới. Trần Độc Tú đồng thuận với điều kiện 1 nhưng từ chối điều kiện 2. Cơ hội sau cùng quay trở lại Đảng của Trần Độc Tú đã bị bỏ lỡ.

## Sự nghiệp
Trần Độc Tú là người phủ An Khánh, tỉnh An Huy, Trung Quốc. Năm ông lên 2 tuổi, phụ thân của ông là Trần Diên Trung (陈衍中) mất vì bệnh dịch hạch ở hội quán Hoài Ninh, Tô Châu, ông được ông nội Trần Chương Húc (陈章旭) và huynh trưởng Trần Khánh Nguyên (陈庆元) nuôi dưỡng.
Ban đầu, Trần Độc Tú theo học các kinh điển Nho giáo ở nhà. Năm Quang Tự thứ 22 (1896), ông đỗ Tú tài, năm sau ông bị trượt trong kì thi ở Giang Nam. Năm Quang Tự thứ 23 (1897), Trần Độc Tú được nhận vào Thư viện Cầu thị Hàng Châu để học tiếng Pháp và đóng tàu, cùng năm đó, Trần Độc Tú kết hôn với Cao Hiểu Lam (高晓岚) trong một cuộc hôn nhân sắp đặt và tiếp tục đến Nam Kinh để ứng thí nhưng vẫn không đậu. Năm Quang Tự thứ 24 (1898), Trần Độc Tú đến chỗ người họ hàng ở Đông Bắc là Trần Tích Phàm (陈昔凡), nhưng đến cuối năm Quang Tự thứ 25 (1899), Phong trào Nghĩa Hòa Đoàn nổi dậy, Trần Độc Tú lại quay lại phủ An Khánh.
Năm Quang Tự thứ 27 (1901), Trần Độc Tú tự túc lưu học tiếng Nhật tại trường Học viện Hoằng Văn. Năm sau, ông quay về nước rồi lại sang Nhật Bản học tại khoa Lục quân của Trường Chân võ Đông Kinh (东京振武学校). Trong thời gian học ở đây, ông bắt đầu chịu ảnh hưởng của chủ nghĩa xã hội. Tối 31 tháng 3 năm 1903, Trần Độc Tú, Trương Kế (张继) và Trâu Dung (张继) ép viên giám sát Hồ Bắc lục quân học sinh là Diêu Dục (姚昱) phải cắt bím tóc. Diêu Hưởng Thanh (姚向清) và Công sứ nhà Thanh ở Nhật Bản là Thái Quân (蔡钧) gặp Bộ Ngoại giao Nhật cáo giác, Tràn Độc Tú, Trương Kế và Trâu Dung bị trục xuất về nước.
Về nước, ông dạy ở trường tiểu học Hàng Châu. Sau Cách mạng Tân Hợi năm 1911, Trần Độc Tú tham gia chính quyền cách mạng ở tỉnh An Huy. Năm 1915, ông sáng lập Tạp chí Tân thanh niên, viết nhiều bài báo vận động cho phong trào văn hóa mới. Ông trở nên nổi tiếng và được mời lên dạy ở khoa văn trường Đại học Bắc Kinh.
Cách mạng tháng Mười Nga năm 1917 nổ ra, Trần Độc Tú là một trong người đầu tiên tiếp thu và truyền bá chủ nghĩa Marx-Lenin ở Trung Quốc. Được sự giúp đỡ của Quốc tế cộng sản, các địa phương cử đại biểu đến Thượng Hải dự Đại hội đại biểu toàn quốc lần thứ nhất của Đảng Cộng sản Trung Quốc. Trong đại hội này, Trần Độc Tú được cử giữ chức vụ Tổng Bí thư Ban Chấp hành trung ương Đảng.

## Bị khai trừ

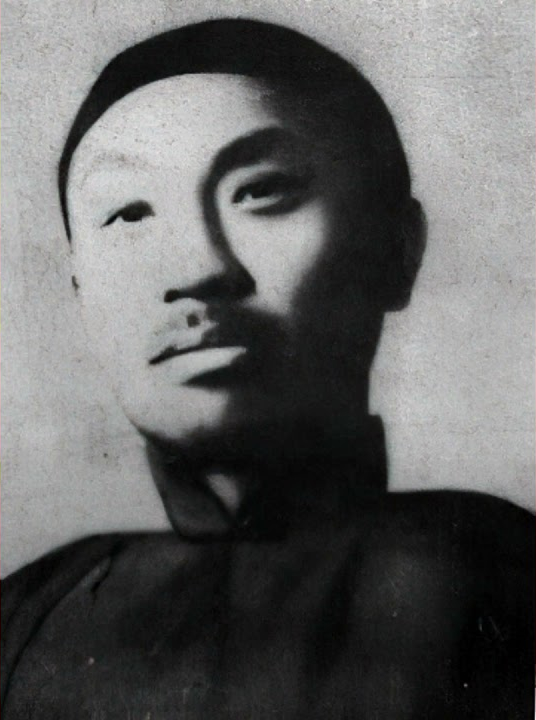
Bức hình chụp khi ông ở tù

Trần Độc Tú sau này bị cho là có thái độ cơ hội hữu khuynh, thỏa hiệp, nhượng bộ. Từ 1924-1927, cuộc chiến tranh Bắc phạt nổ ra và giành được thắng lợi thì Tưởng Giới Thạch tổ chức đảo chính. Năm 1927, Trung ương Đảng Cộng sản Trung Quốc họp hội nghị ở Cửu Giang (Giang Tây) đã phê phán đường lối của Trần Độc Tú và cách chức ông khỏi cương vị Tổng Bí thư.
Đến tháng 11 năm 1929, Trần Độc Tú bị khai trừ ra khỏi Đảng. Năm 1932, ông bị chính phủ Quốc dân Đảng bắt giam ở Thượng Hải. Sau khi ra tù một thời gian, ông mất ở Tứ Xuyên vào năm 1942.